# Lev Blatný

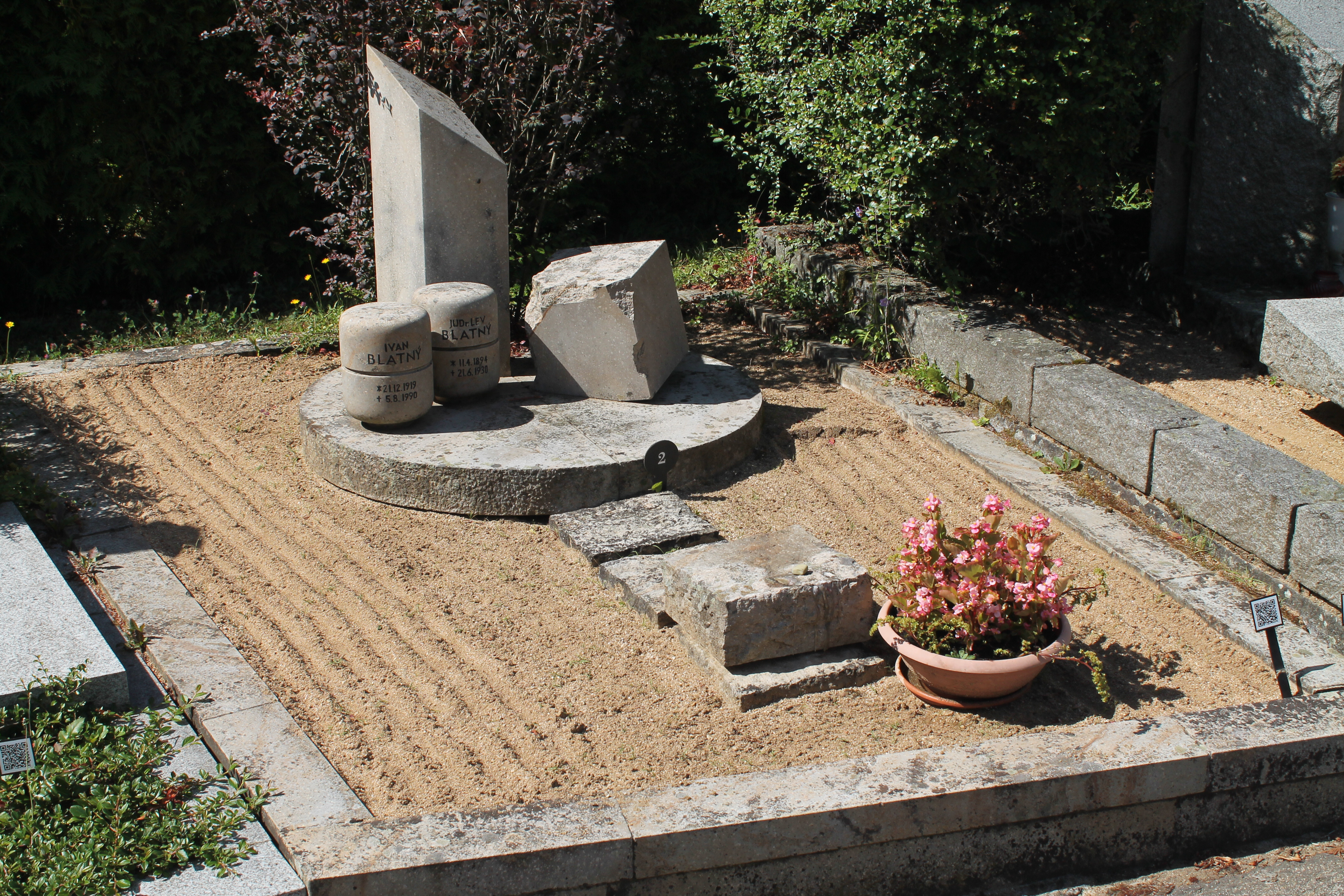
Hrob Ivana Blatného a Lva Blatného na Ústředním hřbitově v Brně

Lev Blatný, křtěný Lev Alois Cyril (11. dubna 1894, Brno – 21. června 1930, Kvetnica) byl český básník, dramatik, prozaik, divadelní kritik a dramaturg.

## Život

### Brněnská rodina Blatných
Lev Blatný pocházel z brněnské muzikantské rodiny. Otec Vojtěch Blatný (1864–1954) byl choralistou brněnského dómu, varhaníkem a ředitelem kůru; byl třikrát ženat. Z prvního manželství s Marií, rozenou Zavřelovou (1862–1902) pocházeli básník Lev Blatný, skladatel Josef Blatný (1891–1980), dcery Leokadie Blatná (1892–??) a Marie Blatná (1898–??) a Zdeněk Blatný (1899–??). S druhou manželkou, Žofií, rozenou Pokornou (1870–1913) měl dceru Ludmilu, která zemřela předčasně (1905–1905). Třetí manželkou Vojtěcha Blatného byla Marie Fialová, ovdovělá Dlohošková (1871–??).
V další generaci se proslavili syn Lva Blatného, básník Ivan (1919–1990) a syn Josefa Blatného, hudební skladatel Pavel Blatný (1931–2021).

### Mládí
Lev Blatný vystudoval v letech 1905–1913 brněnské gymnázium a začal studovat práva v Praze. Studia musel přerušit a narukovat jako voják v 1. světové válce v Haliči, Bukovině, Sedmihradsku a Albánii. Po válce dokončil v roce 1920 studia na právnické fakultě v Praze.

### Úředník a kulturní pracovník
Po studiích se Lev Blatný stal právníkem na ředitelství státních drah v Brně. Spolu s Jiřím Wolkerem, Františkem Götzem a dalšími založil v roce 1921 skupinu mladých spisovatelů Literární skupina a stal se jejím prvním předsedou. V letech 1925–1928 byl lektorem a dramaturgem brněnského Národního divadla a psal divadelní kritiky.

### Rodinný život
Dne 16. května 1918 se v Brně (jako praporčík v záloze) oženil se Zdenkou Klíčníkovou (1896–1933). Manželům Blatným se 21. prosince 1919 narodil syn Ivan, pozdější básník a překladatel.

### Závěr života
Zdraví Lva Blatného nebylo pevné a od mládí se léčil na tuberkulózu. Zemřel 21. června 1930 v Kvetnici u Popradu ve věku třiceti šesti let na tuberkulózu. Pohřeb se konal v Brně dne 25. června 1930, pohřben byl do hrobky manželčiny rodiny. V roce 1991 byly jeho ostatky přeneseny do čestného hrobu, kde jsou uloženy spolu s ostatky syna Ivana.

## Dílo
Již v mládí publikoval verše a drobnou prózu, později projevoval zájem o divadlo i jako kritik. První jeho hra uvedená na brněnské scéně byla aktovka Hvězdná obloha a dále hra Tři. Následovaly groteska Kokoko-dák, která dosáhla velkého úspěchu, pohádková hra Říše míru a zralé jevištní dílo Smrt na prodej. Z jeho prozaického díla jsou nejvýznamnější expresionistické povídky ze sbírky Vítr v ohradě.

### Poezie
- Vzkazuji, 1912

### Próza
- Vítr v ohradě, 1923 [11]
- Povídky v kostkách, 1925 [12]
- Povídky z hor, 1927
- Regulace, 1927 [13]
- Housle v mrakodrapu, 1928
- Tajemství Louvru, 1928
- Housle v mrakodrapu (výbor z prozaických prací, usp. Milan Suchomel), 1961

### Divadelní hry
- Hvězdná obloha
- Tři, 1920 [14]
- Kokoko-dák!, 1922 [15]
- Vystěhovalci, 1923
- Říše míru, 1927 [16]
- Smrt na prodej, 1929